# جمال موری
جمال موری (به انگلیسی: Jamal Murray) (زاده ۲۳ فوریه ۱۹۹۷) بسکتبالیست حرفه ای کانادایی است که برای دنور ناگتس از اتحادیه ملی بسکتبال (NBA) مشغول بازی است. او پیش از ناگتس یک فصل بسکتبال کالج را برای کنتاکی وایلدکتز بازی کرد.

## اوایل زندگی
موری متولد و بزرگ شده در کیچنر، انتاریو، پسر سیلویا و راجر موری است که در جامائیکا متولد شد و در نه سالگی به کانادا نقل مکان کرد. او همچنین یک برادر کوچکتر به نام، لامار دارد. پدرش قبل از اینکه لوئیس کار حرفه ای بوکس خود را آغاز کند، مقابل لنوکس لوئیس بازی می‌کرد.
وقتی موری سه ساله بود، می‌توانست «ساعت ها» بسکتبال بازی کند و در شش سالگی در لیگ برای ده سال بازی کند. در سن ۱۲ یا ۱۳ سالگی، او شروع به انجام بازی‌های وانت در برابر بازیکنان دبیرستانی و دانشگاه کرد. پدرش او را در بسیاری از تمرینات بسکتبال و تمرینات کونگ فو، از جمله مدیتیشن آموزش داده‌است.